# Золоте століття Перікла

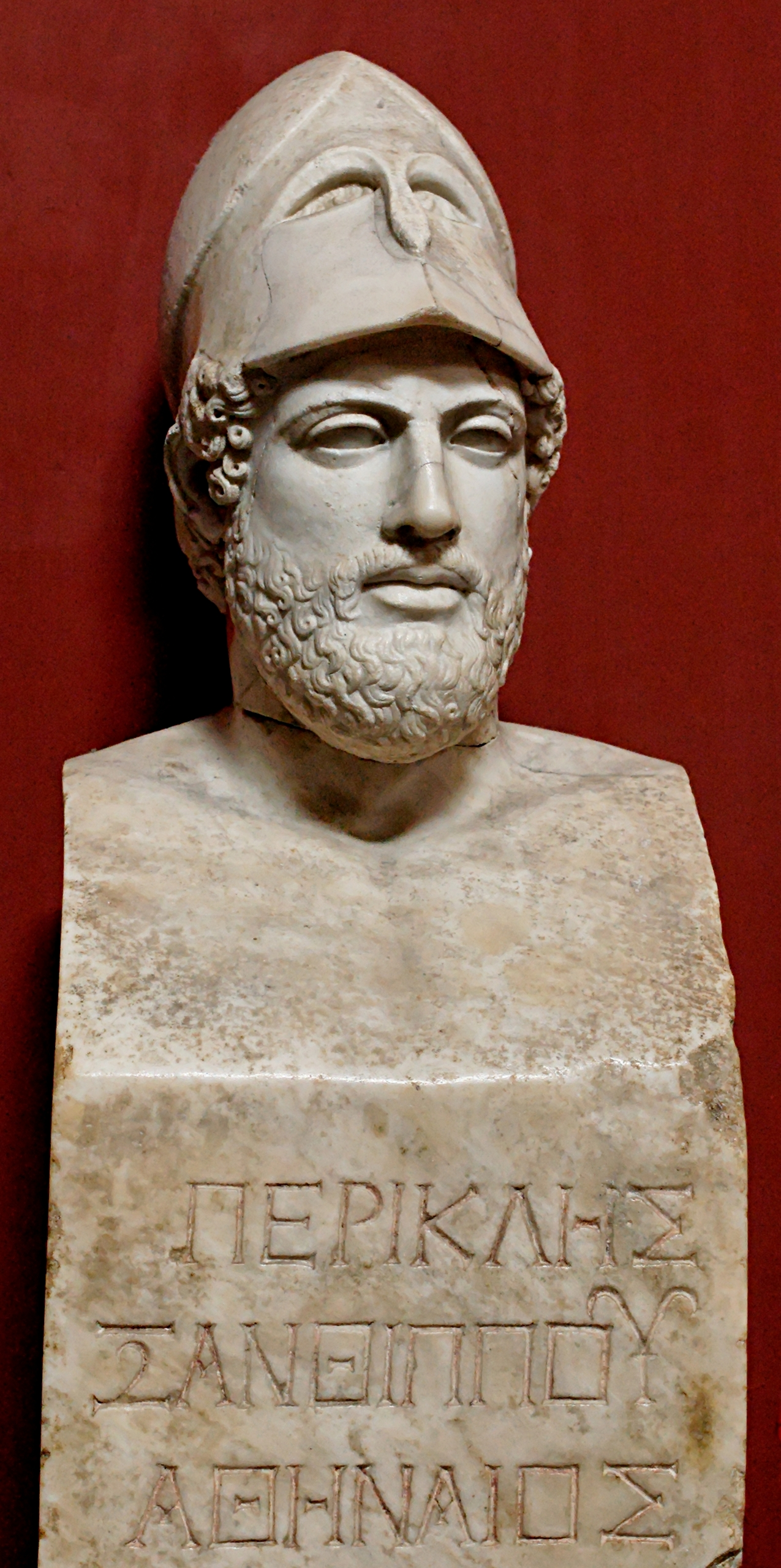
Бюст Перікла із написом «Перікл, син Ксантіппа, афінянин», Ватиканський музей

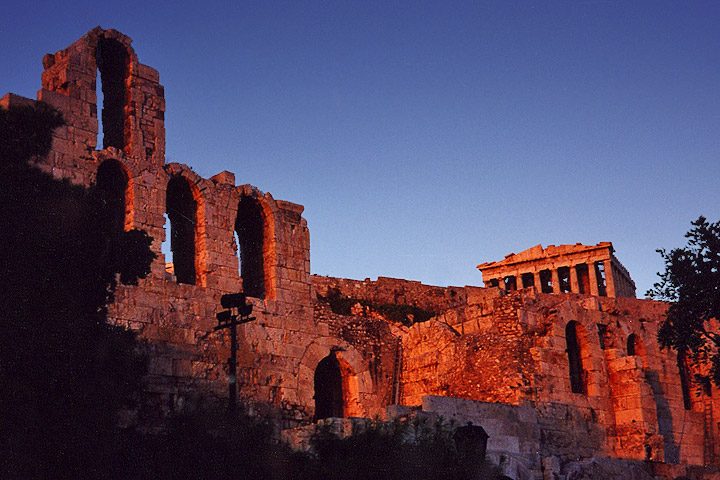
Акрополь

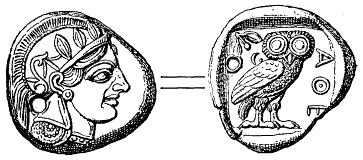
Тетрадрахма, бл. 490 до н. е.

Золоте століття Перікла, також Золота доба Афін — період історії Стародавніх Афін за правління першого стратега Перікла.
За соціально-економічним становищем Перікл належав до афінських землевласників аристократів. Щедро обдарований природою, він став блискучим оратором. Промови Перікла в народних зборах порівнювали з громом і блискавкою, які метав Зевс, за що отримав прізвисько «Олімпієць».
Час правління Перікла називали «золотим століттям», або «золотою добою Афін», і характеризували як найвищий внутрішній розквіт Греції. Хоча і тривав цей період лише 15 років (444—429 до н. е), коли він щорічно переобирався на посаду першого стратега, всі заходи щодо демократичного перетворення Афін у 5 столітті до н. е. були пов'язані з його іменем.

## Характерні риси доби
У галузі внутрішньої політики найпомітнішим кроком Перікла стало введення містофорії - оплати за виконання громадянами державної служби. Спочатку вводилася винагорода присяжним суддям афінського верховного суду — геліеї. Система оплати поширилася і на громадян, які несли військову службу в ополченні, гарнізонах і на фронті. Вслід за цим був запроваджений теорікон - виплата зі скарбниці невеликої суми грошей бідним громадянам для відвідування ними театру. Змінено порядок обрання на вищі посади і припинили обирати посадових осіб голосуванням, а майже всі вони заміщалися жеребкуванням білими і чорними бобами. Лише ті посади, які вимагали спеціальних знань (зокрема, стратеги) або багатства (скарбники), заміщалися відкритим голосуванням. За Перікла були відновлені встановлені ще за Пісістрата суди по демах, що прискорило розгляд локальних конфліктів і звільняло сільських жителів від зайвих поїздок в Афіни.
За ініціативою Перікла в Афінах розпочалося грандіозне будівництво, яке забезпечило роботою всіх афінян, що до цього були позбавлені такої можливості. Їхньою працею на Афінському акрополі було зведено новий храм, присвячений богині Афіні, заступниці міста, — знаменитий Парфенон та мармурові сходи Пропілеї. Парфенон прикрасили статуєю Афіни Промахос роботи Фідія зі слонової кістки та листкового золота, з'явився спеціальний будинок для музичних змагань — Одеон. Афіни перетворилися за Перикла на культурний центр Еллади.

## Оцінка діяльності Перікла
Стосовно діяльності самого Перікла, то в історичній літературі висловлювалися різноманітні точки зору. Високу оцінку Періклу, як його особистості, так і політичним здібностям, дав відомий дослідник античної класики Джордж Грот у першій половині 19 століття. На противагу Гроту інші, переважно німецькі історики, намагалися применшити значення особи вождя афінської демократії, заперечуючи оригінальність його політичного мислення, або оголошуючи його політику недостатньо демократичною.
Однак жодна з наведених точок зору щодо Перікла, які незаслужено занижують його позитивні якості, не може бути визнана правильною. Не можна не погодитись з тим, що глава Афін був видатним політиком свого часу, який краще за інших розумів інтереси афінян, а в умовах Греції 5 століття до н. е. афінський лад був найпрогресивнішим у всьому еллінському світі.